# Милле, Эме
Эме́ Милле́ (фр. Aimé Millet; 28 сентября 1819, Париж — 14 января 1891, там же) — французский живописец и скульптор академического направления периода Второй Империи, рисовальщик, гравёр и художник-медальер.

## Биография
Эме Милле был сыном живописца-миниатюриста Фредерика Милле и Мари Анриетты Риу, братом композитора Эмиля Милле и дядей архитектора Луи Милле (1856—1923) (не имеет родственных связей с живописцем Жаном-Франсуа Милле).
Он был студентом Института Морена до 1829 года, затем поступил в Коллеж де Версаль, учился в Королевской школе рисунка. Некоторое время он работал скульптором по бронзе с Антуаном Дебёфом (1793—1862). В 1836 году был принят в Школу изящных искусств в Париже и присоединился к мастерской Давида д’Анже. В 1840 году он начал создавать свои первые скульптуры. С 1861 года Эме Милле стал вице-президентом Национального общества изобразительных искусств. Женился в 1864 году.
В феврале 1870 года Эме Милле был назначен профессором Малой школы (la petite École). Среди его учеников были Луи Мажорель, Берта Моризо, Джон Вальц и Франсуа Помпон.
Он создал несколько памятников павшим во Франко-прусской войне. В 1859 году художник был награждён орденом Почётного легиона.
Милле скончался 14 января 1891 года в своём доме на бульваре Батиньоль, 21, в 8-м округе Парижа и был похоронен на кладбище Монмартр. 1 августа 1891 года его вдова сделала пожертвование на учреждение премии Эме Милле, присуждаемой лучшим студентам в области скульптуры.

## Галерея

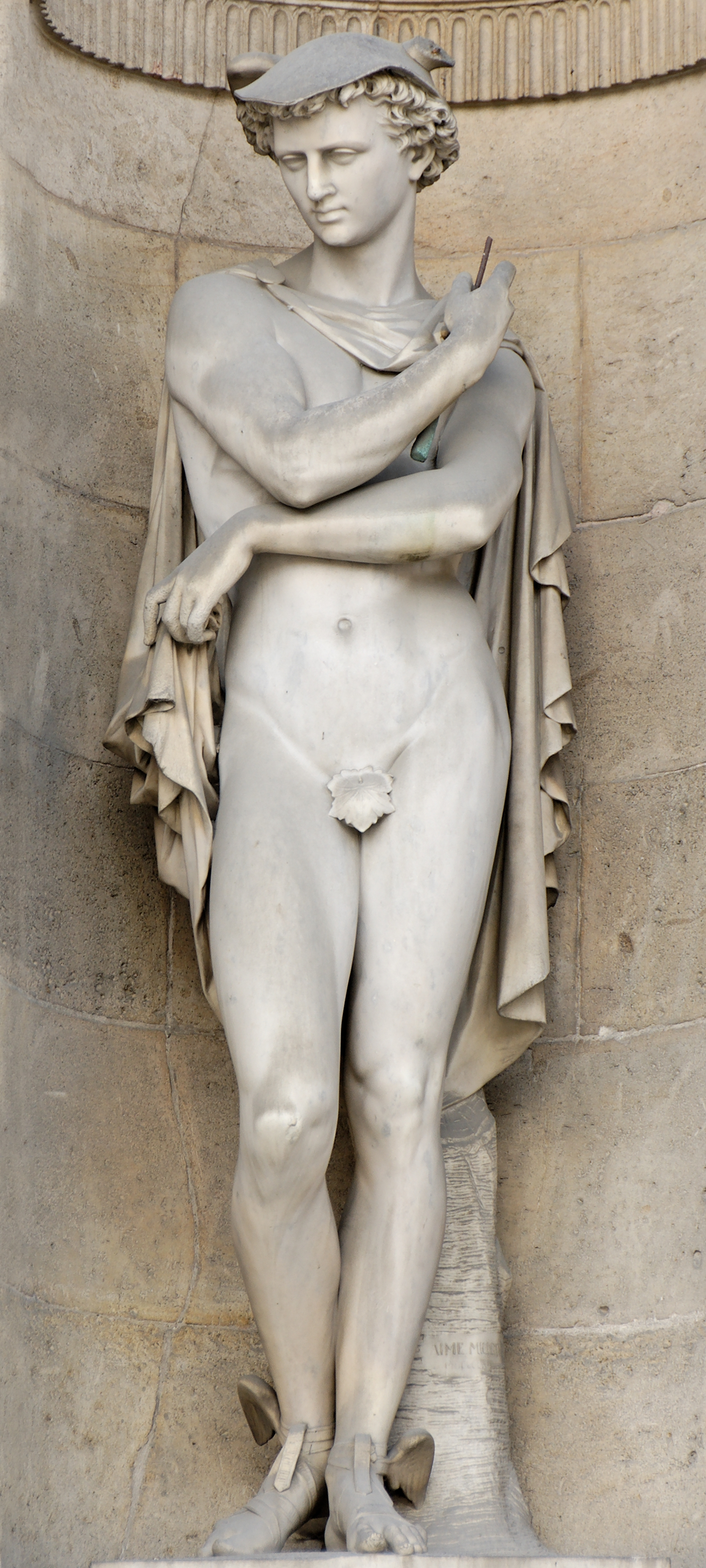
Меркурий. Статуя южного фасада Квадратного двора Луврского дворца
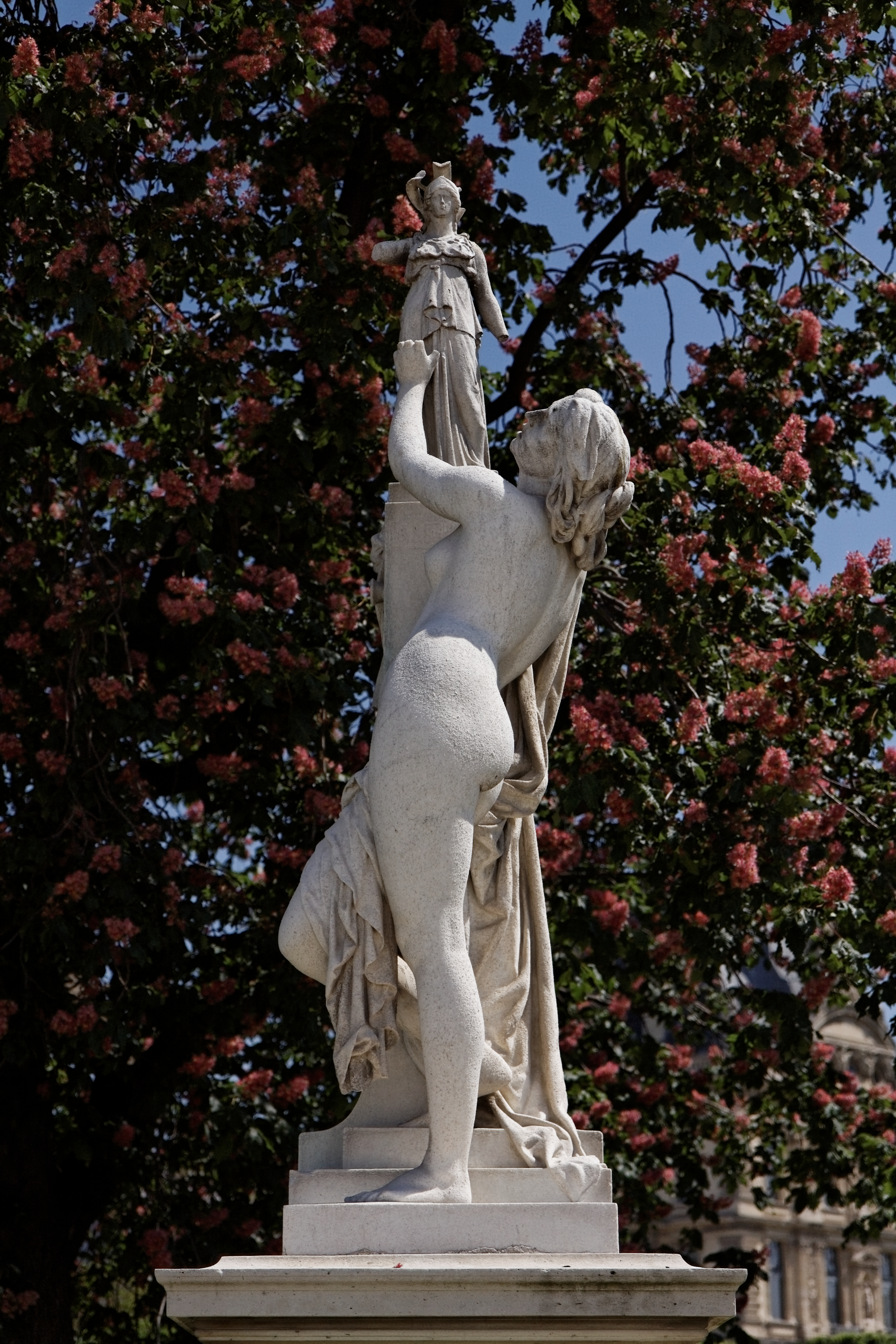
Кассандра отдаёт себя под защиту Палладиума. 1877. Сад Тюильри, Париж
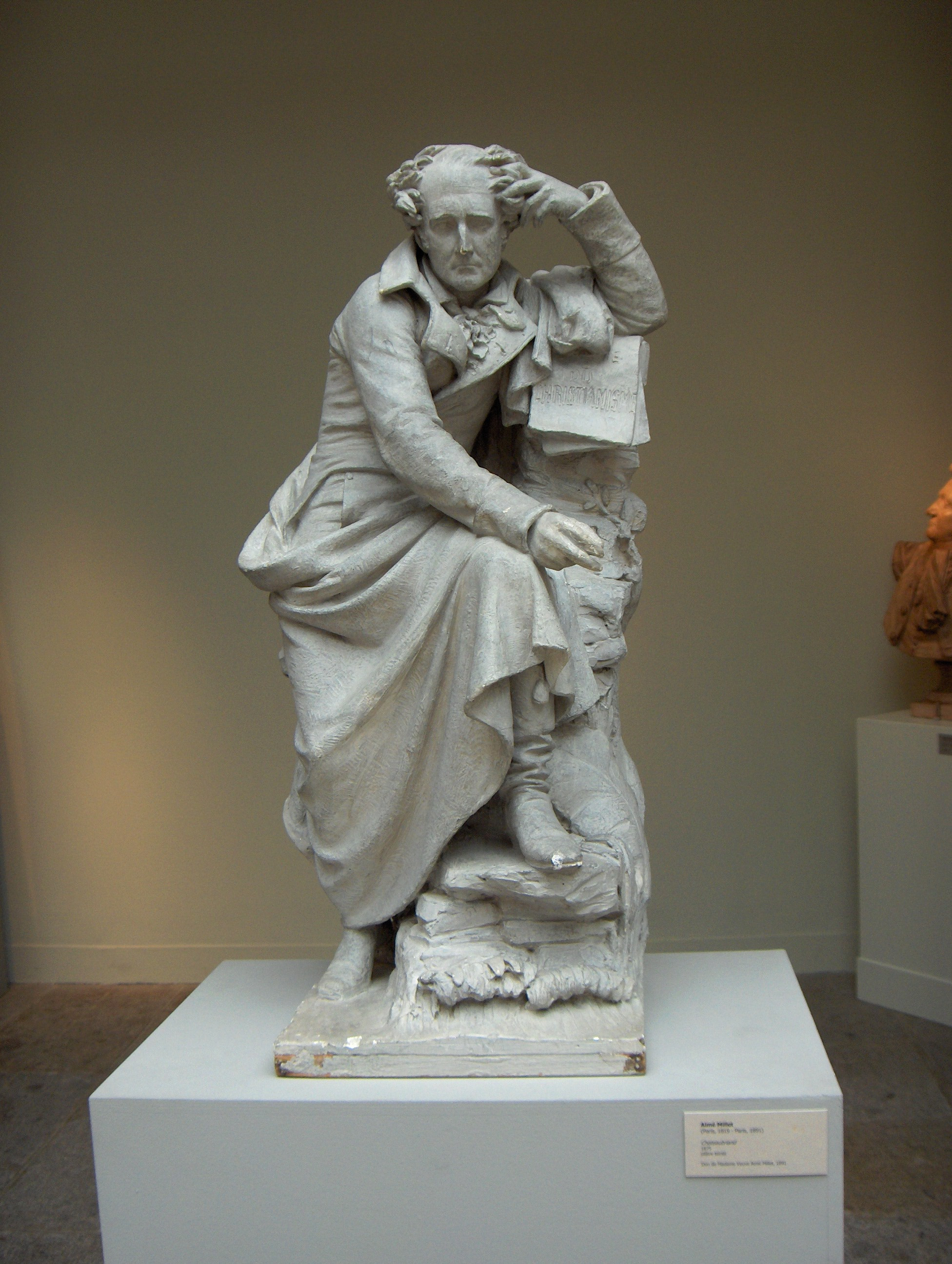
Шатобриан. Модель памятника. 1875. Гипс. Музей изящных искусств, Рен
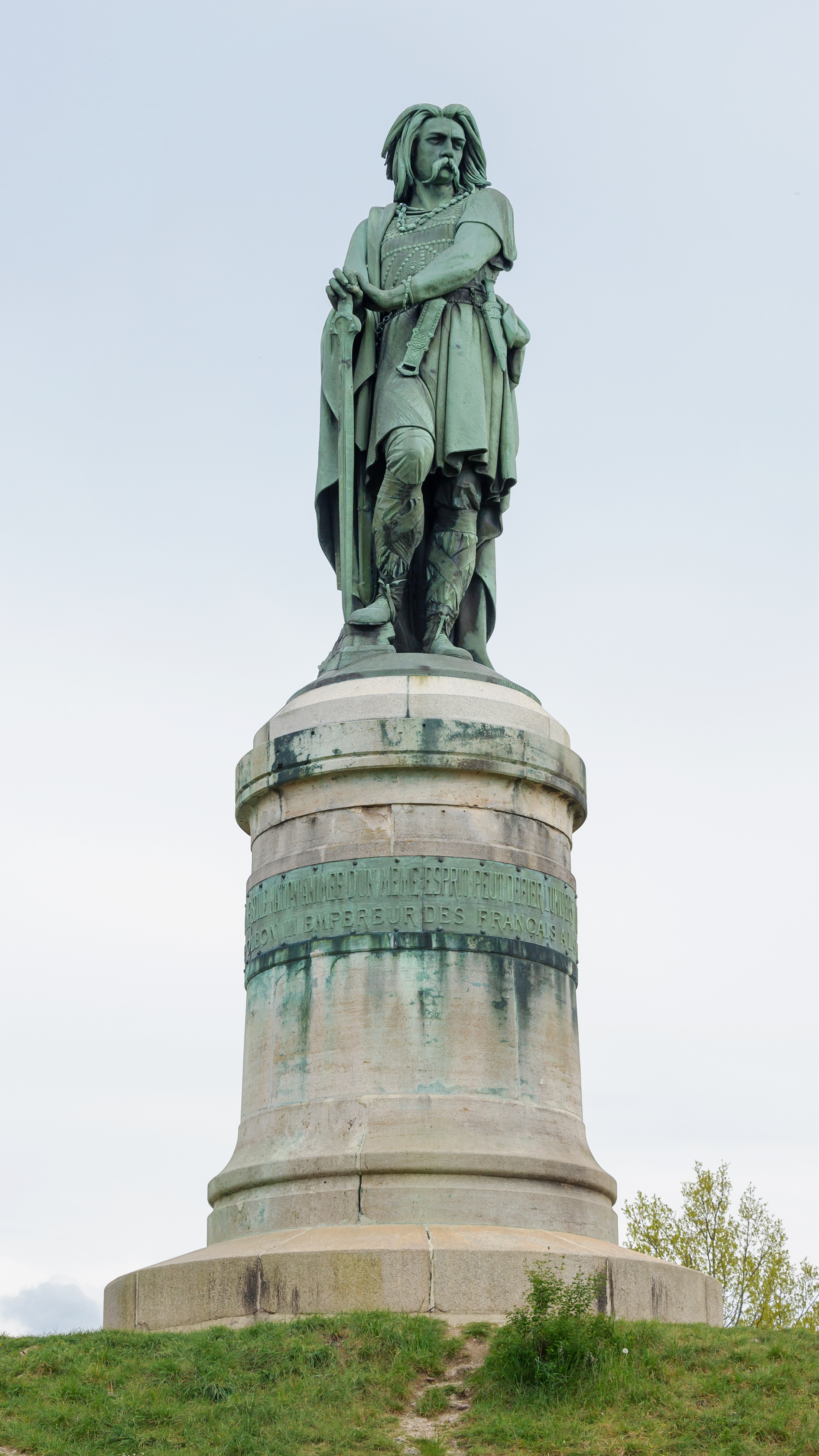
Монумент Верцингеториксу. 1865. Ализ-Сент-Рен, Бургундия
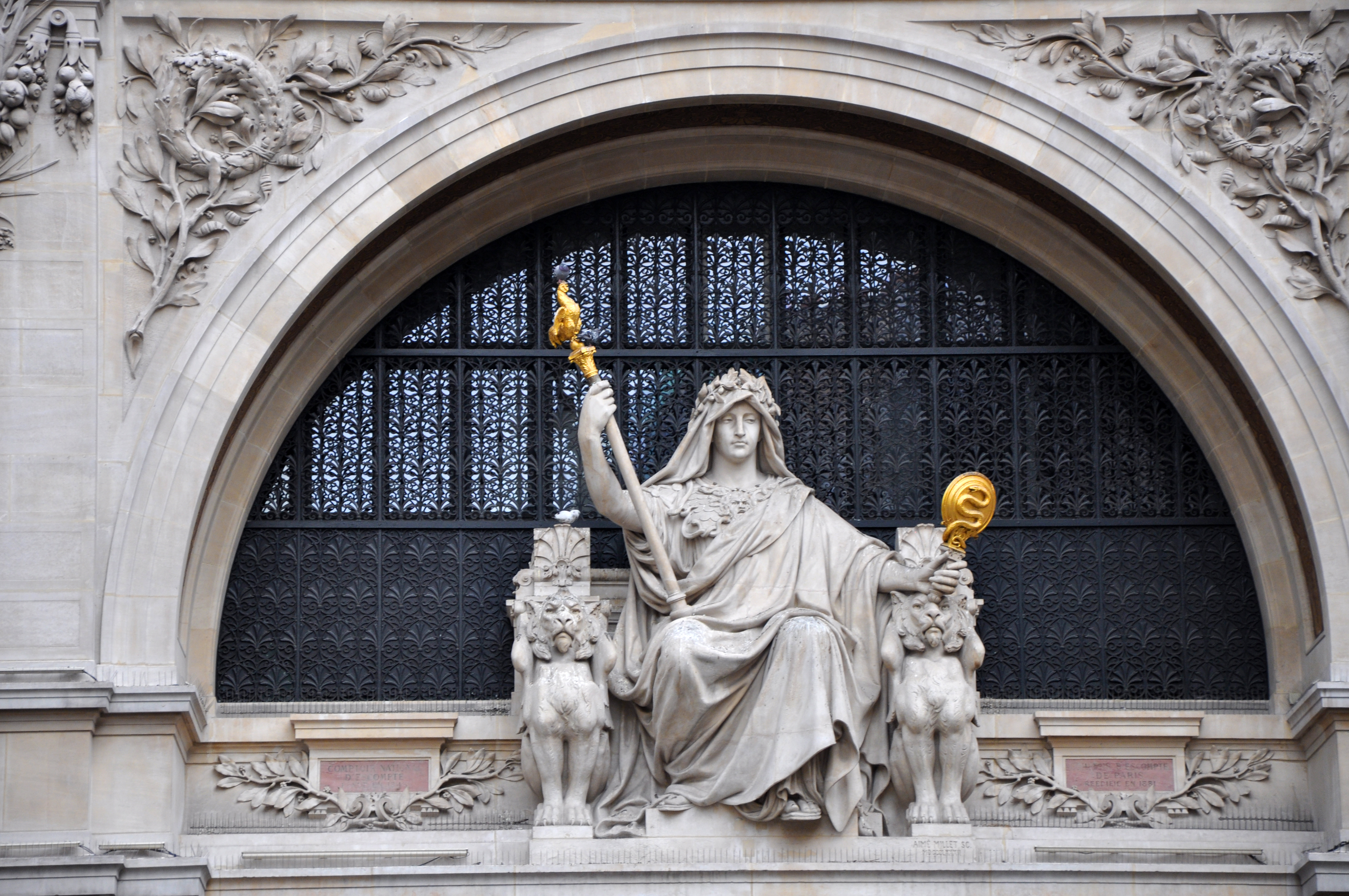
Аллегория Благоразумия. Здание Банка «BNP», Париж
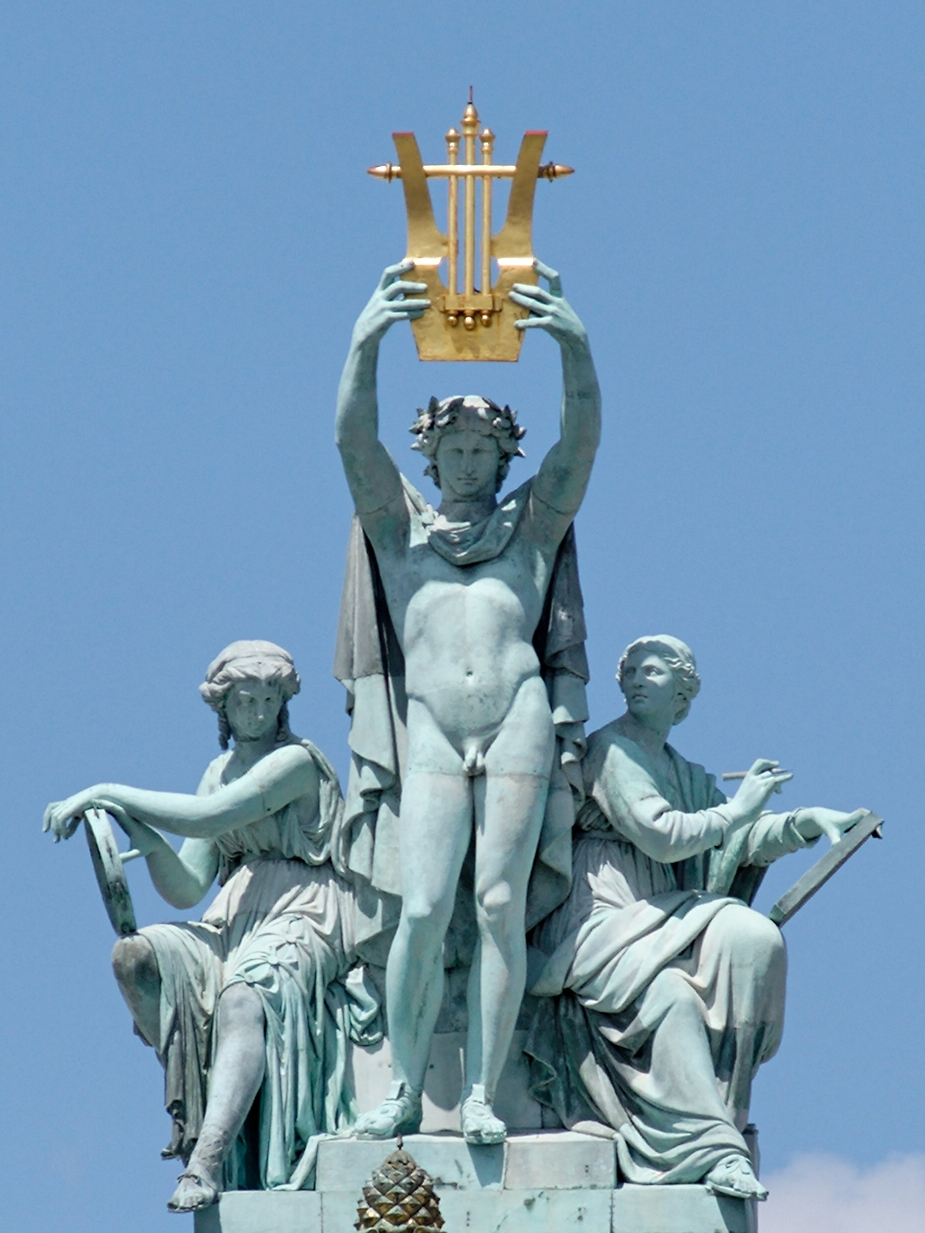
Аполлон, Поэзия и Музыка. 1860—1869. Скульптурная группа здания Оперы Гарнье, Париж